# 镭
镭（舊譯鈤、銧），是一种化學元素。其化學符號为Ra，原子序數为88。鐳是元素週期表2A族中最重的元素，是一種銀白色有光澤的放射性鹼土金屬，在空气中會迅速和氮气（而非氧气）反应，形成黑色的氮化镭（Ra3N2）。镭的同位素均有强放射性，其中以镭-226最为稳定，半衰期為1600年，會α衰变成氡-222。镭衰变时会产生游离辐射，可以激发荧光物质，导致辐射发光。
1898年，镭以氯化镭的形式由皮埃尔·居里和玛丽·居里发现。二人从沥青铀矿中提取镭化合物，五天后在法国科学院发表成果。镭金属则是玛丽·居里和安德烈-路易·德比埃尔内通过电解氯化镭，于1911年分离出的。
在自然界中，镭可以在铀矿和钍矿中做為衰變產物痕量生成，但每吨沥青铀矿中只有七分之一克镭。镭对生物并非必需，且由于其放射性和反应性，进入生物体内可能危害健康。目前镭除了用于核医学以外基本没有商业用途。镭曾在辐射发光装置中用作放射源，也有“放射性庸医”利用其所谓的治疗能力。如今，镭的毒性已经广为人知，镭治疗因此不再流行，辐射发光设备也转用较安全的同位素。 
镭的放射線能够致癌（例如鐳女郎屬於較廣為人知的例子），但也能够治療癌症，可以做成針狀進行近距离治疗。

## 性质
镭是已知最重的碱土金属，也是唯一的放射性碱土金属。它的物理和化学性质与同类物钡最接近。
纯镭为活泼金属，色泽为银白色，与同族的钙、锶、钡不同（三者均为淡黄色）。镭在空气中會迅速褪色，形成黑色的氮化镭（Ra3N2）。镭的熔点为700 °C（1,292 °F）或960 °C（1,760 °F），沸点 1,737 °C（3,159 °F）。这两个数值都低于钡，符合碱土金属的元素周期律。类似钡和碱金属，镭在标准情况下的晶体结构是立方晶系，其中的镭-镭距离是514.8皮米。镭的密度是5.5 g/cm3，高于钡，符合元素周期律。由于镭和钡的晶体结构相似，镭和钡的密度比与镭和钡的原子质量比类似。

## 同位素

^{238}U的衰变链，经过^{226}Ra

镭有33种同位素，原子量介于202和234之间，均有放射性。其中有五种同位素存在于自然界，分别是存在于錒衰变链中的223Ra（半衰期11.4天），存在于铀衰变链中的226Ra（半衰期1600年），存在于钍衰变链中的224Ra（半衰期3.64天）和228Ra（半衰期5.75年），以及存在于镎衰变链中的225Ra（半衰期15天）。它们的半衰期远远短于原生核素，因此只能以衰变产物的形式存在。其它同位素都是人造同位素，半衰期都比两小时短，大部分比一分钟还短。镭还有12种同核异构体，其中205mRa最为稳定，半衰期为180毫秒，但仍低于24种基态镭同位素。
放射性研究刚起步时，镭的各同位素得名各不相同：223Ra被称为锕X（AcX）、224Ra被称为钍X（ThX）、226Ra被称为镭（Ra）、而228Ra被称为间钍1（MsTh1）。随着人们发现这些“元素”是同一元素的不同核素，便将它们统称为“镭”，其它别名逐渐废止。一些镭-226衰变产物曾用含“镭”的命名，编号从镭A到镭G，字母表示核素离226Ra的远近。其中，镭射气 = 222Rn、镭A = 218Po、镭B = 214Pb、镭C = 214Bi、镭C1 = 214Po、镭C2 = 210Tl、镭D = 210Pb、镭E = 210Bi、镭F = 210Po 、镭G = 206Pb。
226Ra是镭最稳定的同位素，也是铀衰变链中最后一种半衰期超过一千年的核素，几乎组成了所有的天然镭。226Ra衰变产物是放射性惰性气体氡同位素222Rn，是环境中镭危害的主要来源。镭的半衰期短，导致其放射性是等量的天然铀（大多由铀-238组成）的270万倍。
金属镭样本会放出α粒子、β粒子和γ射线，使其温度高于周围环境。天然镭（主要是226Ra）主要发射α粒子，铀衰变链中的其它步骤会发射α或β粒子，而几乎所有步骤都会放出γ射线。
2013年，人们发现镭-224的原子核呈梨形，为首次发现不对称原子核。

## 化学性质
类似钡，镭是一种化学反应性很高的金属，氧化态通常为+2。镭在水溶液中形成Ra2+ 阳离子，无色、有强碱性，不形成配合物。大部分镭化合物是简单的离子化合物，尽管由于相对论效应，6s 和6p 电子（还有7s价电子）也会参与成键，增加镭化合物（例如 RaF2 和RaAt2）的共价性。因此，半反应Ra2+ (aq) + 2e− → Ra (s) 的标准电极电势为−2.916 V，略低于钡的−2.92 V，违反了碱土金属之前平稳下降的标准电极电势（Ca −2.84 V、Sr −2.89 V、Ba −2.92 V）。钡和镭的标准电极电势与较重的碱金属钾、铷和铯几乎相同。

### 化合物
镭离子没有颜色，所以镭化合物呈白色。但由于镭α衰变辐射分解，镭化合物久置会变黄变暗。不溶的镭化合物可以和所有钡化合物、大部分锶化合物和大部分铅化合物共沉淀。
尽管氧化物是其他碱土金属的常见化合物，但氧化镭（RaO）被发现后尚未得到很好的表征。氢氧化镭（Ra(OH)2）是最易溶的碱土金属氢氧化物，碱性比对应的钡化合物——氢氧化钡更强。氢氧化镭比氢氧化锕、氢氧化钍更易溶，三者可以通过以氨沉淀来分离。
氯化镭 (RaCl2) 是一种发光的白色化合物，会因镭的α衰变辐射分解变黄。少量的钡杂质会使其变成玫瑰色。易溶于水，溶解度低于氯化钡，并且随盐酸浓度的增加而降低。在水溶液中结晶氯化镭会产生RaCl2·2H2O，其结构类似水合氯化钡。
溴化镭 (RaBr2) 也是一种发光的白色化合物，在水中的溶解度比氯化镭高。类似氯化镭，在水中结晶溴化镭会产生 RaBr2·2H2O，结构类似对应的钡化合物。溴化镭放出的电离辐射会激发空气中的氮气分子，使其发光。镭放出的α粒子会迅速得到两个电子形成氦气，在晶体内部积聚并削弱晶体结构、有时导致晶体破裂甚至爆炸。
硝酸镭（Ra(NO3)2）呈白色，可以由碳酸镭和硝酸反应而得。随着硝酸浓度的增加，硝酸镭的溶解度会降低，这是镭化学提纯的重要特性。
镭有很多类似钡的不溶化合物：镭的硫酸盐（RaSO4，已知最难溶的硫酸盐）、铬酸盐（RaCrO4）、碳酸盐（RaCO3）、碘酸盐（Ra(IO3)2）、四氟铍酸盐（RaBeF4）和硝酸盐（Ra(NO3)2）都不溶于水。除了碳酸盐，它们的溶解度都比对应的钡化合物低。此外，磷酸镭、草酸镭和亚硫酸镭可能也是不溶的，因为它们会和对应的钡盐共沉淀。硫酸镭的溶解度极低（在20°C下，一千克水只能溶解2.1毫克硫酸镭），意味着它是生物危险性较低的镭化合物。Ra2+巨大的离子半径（148 pm）导致在pH值不高的环境下不易形成配合物，也难以提取。

## 存在
所有镭同位素的半衰期都远小于地球的年龄，所以原生的镭早已衰变殆尽。今天存在于环境中的镭都是铀和钍的衰变产物。由于钍和铀的半衰期很长，这些衰变产物可以不断地通过衰变而再生。在四种天然镭同位素（223Ra、224Ra、226Ra、228Ra）中，226Ra 的半衰期最长，为1600年，是铀-238的衰变产物。由于它相对较长的半衰期，226Ra 是最常见的镭同位素，组成了地壳的约1 ppt，而几乎所有的天然镭都是226Ra。镭少量存在于沥青铀矿等各种铀矿中，在钍矿中的含量更少。一吨沥青铀矿通常含有约七分之一克镭。一公斤地壳含有900皮克镭，而一升海水含有89飞克镭。

## 历史

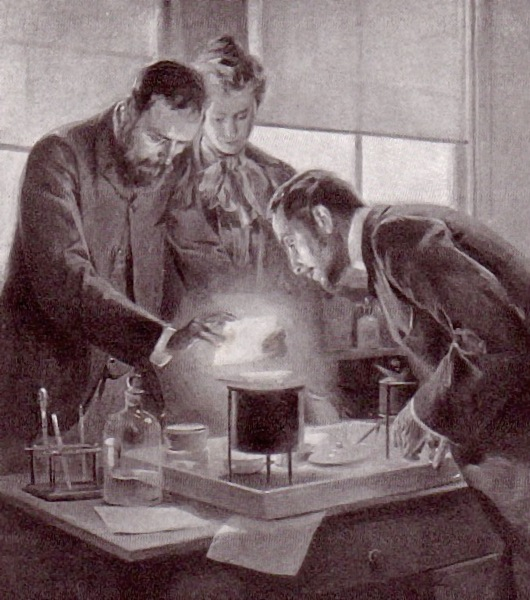
居里夫妇对镭进行实验，由André Castaigne绘制

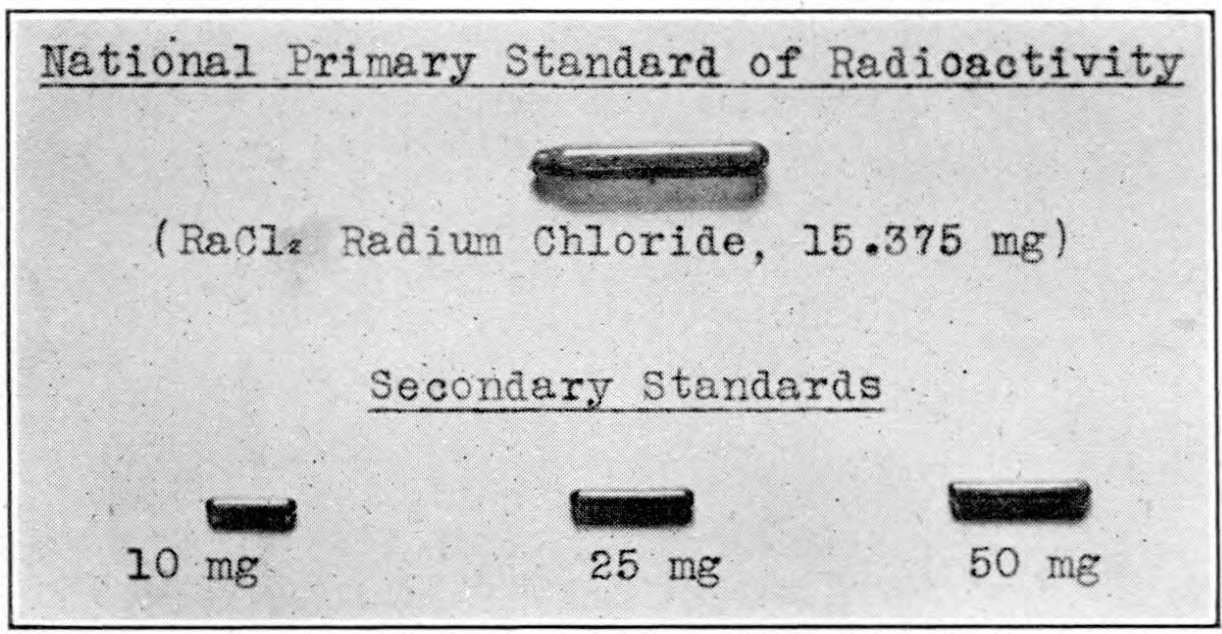
由美国标准组织保管的氯化镭玻璃管，于1927年成为美国放射性的主要标准。

1898年12月21日，玛丽·居里与丈夫皮埃尔·居里从沥青铀矿中发现了镭。早先研究这种矿物时，居里夫妇从中移除铀，发现剩余的物质仍然具有放射性。1898年7月，他们从沥青铀矿里分离了一种类似铋的元素，也就是钋。之后，他们分离出一种放射性混合物，主要由两种成分组成：会产生绿色火焰的钡化合物，还有一种不明的放射性化合物，产生未曾记载的胭脂紅谱线。居里夫妇发现这种放射性化合物和钡化合物非常相似，但溶解度较低。夫妇二人得以分离出放射性化合物，并在其中发现一种新元素。居里夫妇于1898年12月26日向法国科学院宣布了他们的发现。
1910年9月，玛丽·居里和安德烈-路易·德比埃尔内宣布他们分离了金属镭。他们使用汞阴极电解氯化镭 (RaCl2) 溶液，产生镭汞齐。之后，镭汞齐在氢气中加热去除汞，生成金属镭。同年，E. Eoler通过热分解镭的叠氮化物 Ra(N3)2，分离出金属镭。
放射性活度的旧单位居里由226Ra的放射性活度定义。

### 历史用途

#### 发光颜料

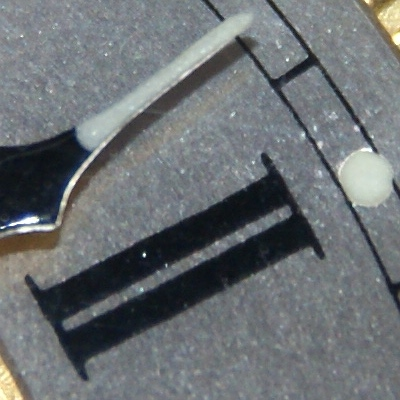
在旧时钟的表面和指针上有含镭的自发光的白色涂料

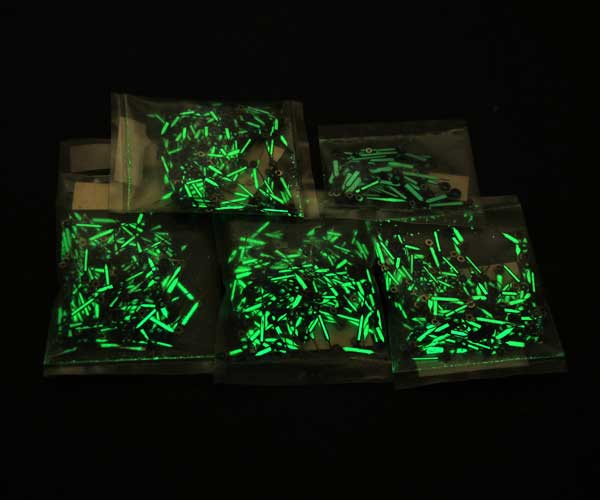
在紫外光下的含镭手表指针

镭曾用于手表、核电面板、飞机开关、时钟和仪表盘的自发光涂料。使用镭涂料的自发光手表通常含有大约1微克镭。1920年代中期，五名垂死的“镭女孩”起诉美国镭企业——她们负责用镭基夜光涂料画表盘时，按要求舔画笔来保持笔尖精细。她们因而摄入镭，导致健康严重恶化，出现溃疡、贫血、骨癌等病症——人体会把镭当作钙沉积于骨骼中，然后放射性会分解骨髓，使骨细胞变异。
诉讼期间，人们发现该公司专家和管理层已将自己层层保护，以免受辐射影响，却没有采取适当措施保护员工。此外，多年来公司一直坚称这些镭女孩患有梅毒，试图掩盖影响并避免承担责任。这种完全忽视员工福利的做法深刻影响了职业病劳动法的制订。
诉讼使放射性的危害广为人知；表盘工人得到指示，采取恰当的安全预防措施（尤其是不再舔笔尖），还获得防护装备。直到1960年代，表盘中仍在使用镭，但表盘工没有进一步受伤害——可见镭女孩所受的伤害本来可以轻易避免。
含镭涂料自1960年代起停用。夜光表盘是大多由非放射性的光致发光材料取代，在光线下暴露后可在暗处发光，但光强会逐渐衰弱。在需要持久发光的场合，至今仍在使用较安全的钷-147（半衰期2.6年）和氚（半衰期12年）。它们和镭相比还有一大优势——不会随时间推移让磷光剂分解。氚的β辐射能量非常低，甚至低于钷的β辐射；与镭放出的强穿透性γ辐射不同，氚的β辐射无法穿透皮肤，被视为更安全的放射源。
20世纪上半叶的时钟、手表、仪表等可能涂有放射性发光涂料；如果是军用装备，可能性会更高。这些镭涂料通常已不发光；但并非因为放射性衰变——镭的半衰期足有1600年；而是因为镭的辐射破坏了荧光介质硫化锌。20世纪上半叶生产的仪表中，如果有一层厚厚的绿色或黄褐色油漆，则表明可能有放射性危害。如果器件保存完好，辐射剂量会相对较低，通常不会有急性风险；但如果涂料释放出来，被吸入或摄入，则会产生危险。

#### 商业用途

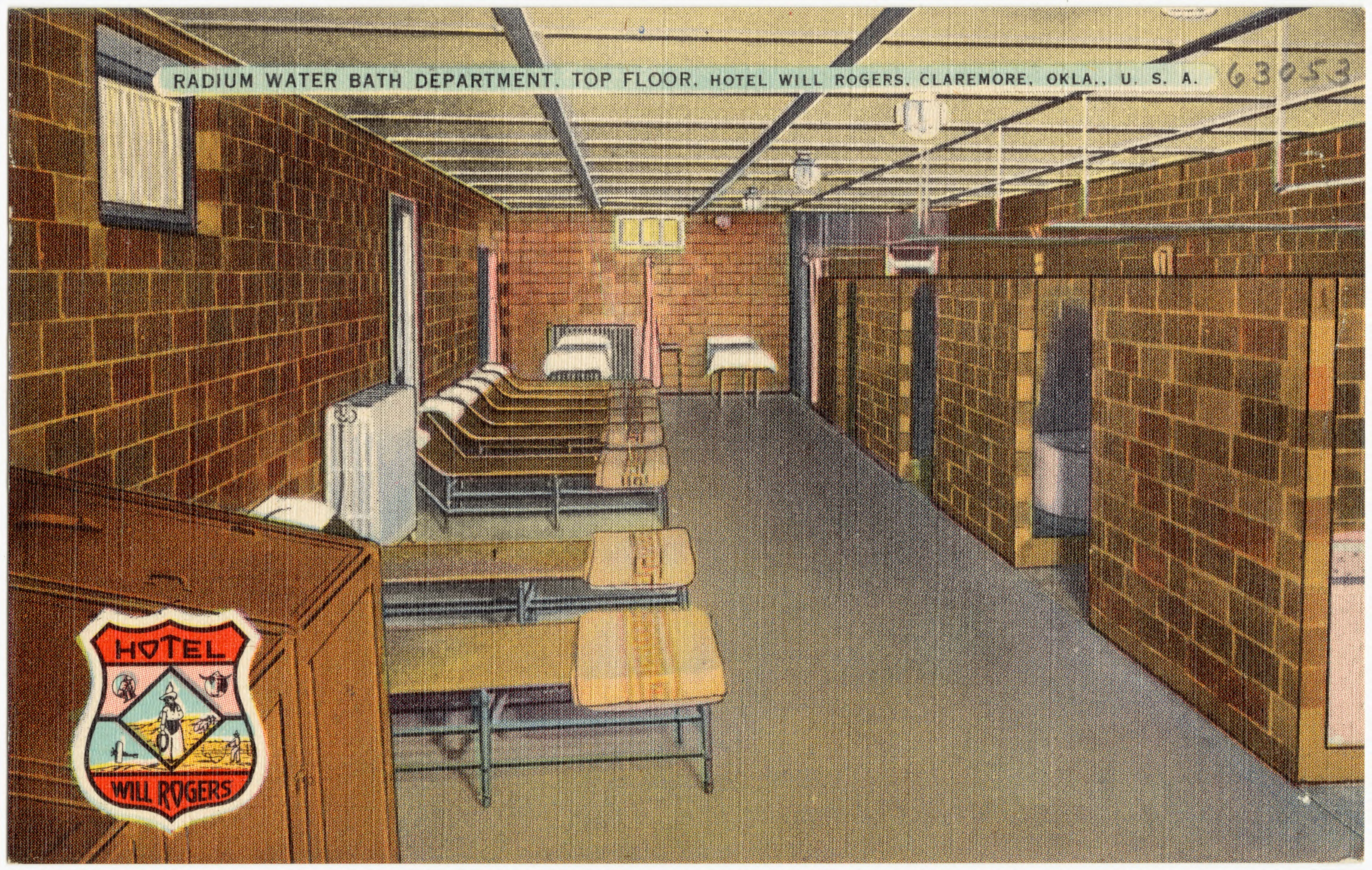
约1940年代的酒店镭浴明信片广告

由于镭所谓的“治疗能力”，它曾经是牙膏、护发霜甚至食品等产品中的添加剂。此类产品很快就不再流行，并在发现它们可能对健康产生严重的不利影响后被许多国家禁止。（例如镭补或Revigator等“镭水”或“饮用标准镭溶液”）以富含镭的水为特色的地点spa偶尔仍被吹捧为有益的，例如日本三朝町的spa。从1940年代末到1970年代初，美国还用镭照射儿童的鼻腔，以预防中耳问题或扁桃体肿大。

#### 医药用途

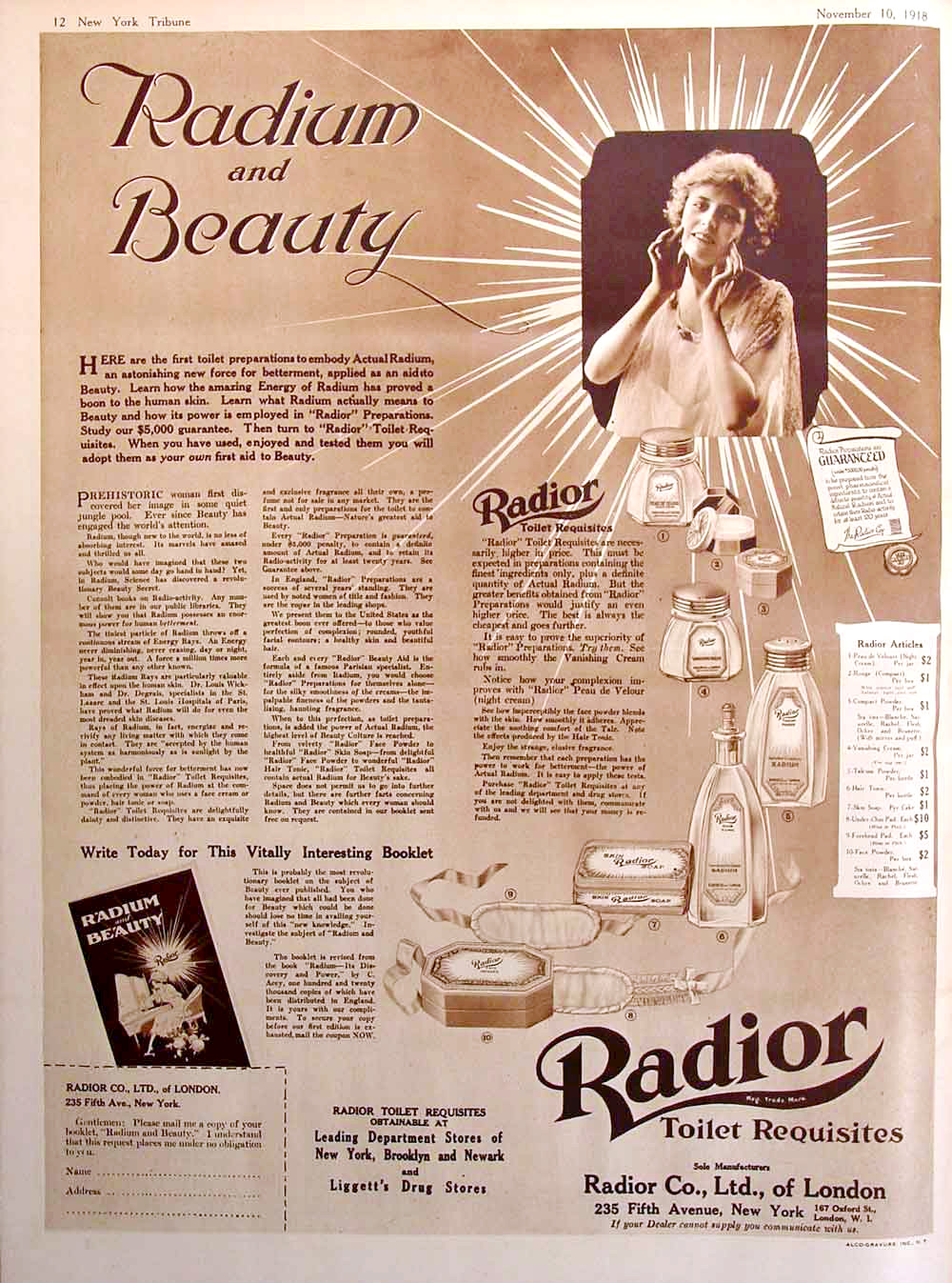
制造商声称含有镭的Radior化妆品广告，对皮肤有健康益处。粉末、护肤霜和肥皂都是该系列的一部分。

镭（通常以氯化镭或溴化镭的形式）可用作产生氡气的药物，而氡气用于治疗癌症。加拿大在1920年代和1930年代使用了镭来作为氡源。然而，由于溴化镭暴露造成的有害影响，许多在1900年代早期使用的治疗方法已不再使用。这些影响的一些例子是贫血、癌症和基因突变。像是60Co等更安全的γ射线源的成本更低，数量更多，如今用于替代该应用中历史上使用的镭。
早在1900年代，生物学家就使用镭来诱导突变，研究遗传学。早在1904年，Daniel MacDougal就使用镭来试图确定它是否会引发突然的大突变并导致重大的进化。托马斯·亨特·摩尔根使用镭来诱导白眼果蝇的变化。获得诺贝尔奖的生物学家赫尔曼·约瑟夫·马勒在转向更实惠的X光实验之前，简要研究了镭对果蝇突变的影响。
霍华德·爱特伍德·凯利是约翰·霍普金斯医院（镭在医学上用于治疗癌症的主要先驱）的创始医师之一。他的第一个病人是自己的姑姑，她在1904年手术后不久就去世了。凯利使用了过量的镭来治疗各种癌症和肿瘤。结果，他的一些病人死于镭照射。他使用镭的方法是在受影响区域附近插入镭胶囊，然后将镭直接缝到肿瘤上。这与用于治疗海莉耶塔·拉克斯（原始海拉细胞的宿主）的宫颈癌的方法相同。目前，镭已被更安全、更容易获得的放射性同位素取代。

## 生产

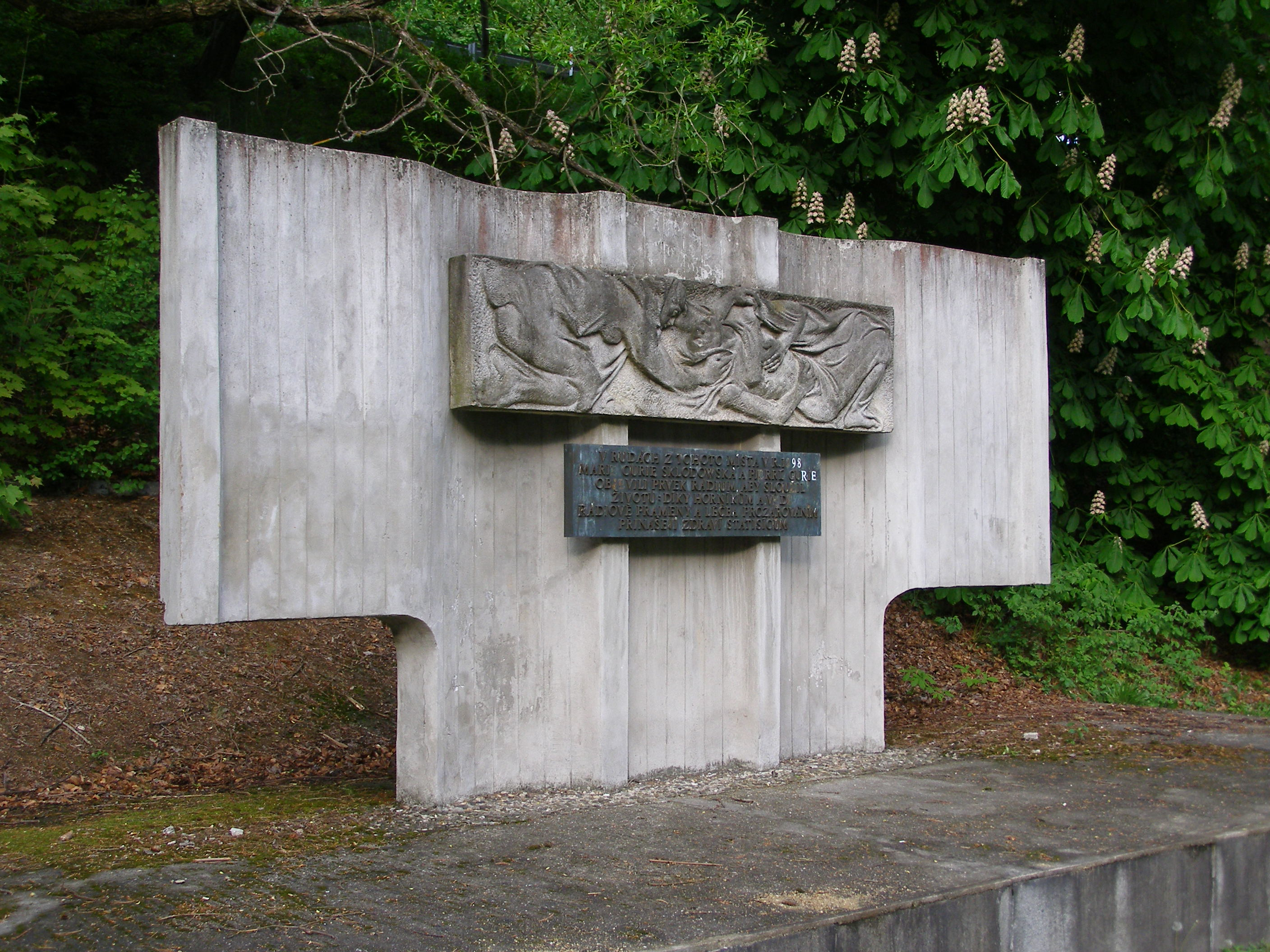
在亚希莫夫的镭发现纪念碑

铀在19世纪后期没有大规模应用，因為此時尚未發現大型铀矿。起初，铀矿的唯一主要来源是奥匈帝国（今捷克）的亚希莫夫的银矿山。 铀矿只是这些采矿活动的副产物。
在第一次提取镭时，居里夫妇利用了从沥青铀矿中提取铀后的残留物。铀是通过溶解在硫酸中提取出来的，会留下类似于硫酸钡的硫酸镭，但是溶解度更低。残留物还含有相当多的硫酸钡，充当了硫酸镭的载体。镭提取过程的第一步包括用氢氧化钠煮沸，然后用盐酸处理以尽量减少其它化合物的杂质。然后用碳酸钠处理剩余的残余物，将硫酸钡转化为可溶于盐酸的碳酸钡（和镭）。溶解后，钡和镭重新沉淀为硫酸盐；然后重复此步骤以进一步纯化混合硫酸盐。通过用硫化氢处理氯化物溶液，过滤除去一些形成不溶性硫化物的杂质。当混合硫酸盐足够纯时，它们再次转化为混合氯化物；此后，钡和镭通过分步结晶分离，同时使用光谱仪（镭的谱线是红色的，与绿色钡线形成对比）和验电器检测进展。
在居里夫妇从铀矿中分离镭之后，有几位科学家开始少量分离镭。1904年，奥地利政府将矿山国有化，停止出口原矿。这一段时间里镭的可用性很低。
奥地利的垄断以及其他国家对镭的强烈要求导致了全世界对铀矿的搜索。1910年代初，美国成为镭的主要生产国。科罗拉多州的钒酸钾铀矿提供了一些镭元素，但在刚果民主共和国以及加拿大西北部的大熊湖和大奴湖发现了更丰富的矿石。这两个矿床都没有开采镭，但其中的铀含量使开采有利可图。
1940年，居里夫妇的生产工艺仍然用于工业镭提取，但使用了混合溴化物进行分离。如果铀矿石的钡含量不够高，可以添加一些钡来携带镭。这些工艺适用于高品位铀矿石，但可能不适用于低品位铀矿石。
直到1990年代，人们仍通过这种混合沉淀和离子交换的方法从铀矿中提取少量镭，但今天它们只能从乏核燃料中提取。1954年，全球的镭总供应量约为5英磅（2.3），今天的供应量仍在此范围内，而今天的镭化合物年产量仅为100克左右。镭的主要生产国包括比利时、加拿大、捷克、斯洛伐克、英国和俄罗斯。所生产的镭的数量一直都相对较少；例如1918年的美国生产了13.6克镭。金属镭是由真空的1200 °C中用金属铝还原氧化镭而成的。

## 现代应用
223Ra于2013年被美国食品药品监督管理局批准，是治疗骨远端转移癌症的药物。由于这种α粒子发射体药物的有利特性，用镭-223主要是治疗去势抵抗性前列腺癌的骨转移。 225Ra也用于有关治疗性辐射的实验，因为它是唯一一种衰变产物不含氡，且寿命足够长的镭同位素。
类似于X射线成像，镭今天仍然被用作一些工业射线照相设备的辐射源，以检查有缺陷的金属部件。当镭和铍混合时，可用作中子源，至今仍被使用。不过像是钋的其它材料更加常见。俄罗斯每年使用大约1500个钋-铍中子源，单个中子源的活度为1,850 Ci（68 TBq）。基于 RaBeF4 (α, n) 的中子源已被241Am–Be中子源取代，尽管它们放出的中子量很多（每秒1.84×106个中子）。今天，226Ra主要在核反应堆中中子活化成227Ac。

## 危害
镭是高度放射性的，而它的衰变产物氡气的放射性更強，且容易藉由呼吸進入人體中。当摄入镭时，80%的镭会通过大便排出体外，而剩下的20%会进入循环系统，主要堆积在骨骼中。暴露于镭会导致癌症和其他疾病，因为镭和氡在衰变时会释放出α和γ射线，杀死或变异细胞。1944年，曼哈顿计划期间，工人对镭的“耐受剂量”为0.1微克。
镭的一些生物效应包括“镭皮炎”，这是在发现镭两年后的1900年报道的。法国物理学家亨利·贝克勒尔在背心口袋里放了一小安瓿的镭六个小时，并报告说他的皮肤溃疡了。居里夫妇对辐射如此好奇，以至于他们牺牲了自己的健康来了解更多。皮埃尔·居里将一根装有镭的管子连接到他的手臂上十个小时，这导致了皮肤病变，这表明镭可以攻击癌组织，就像它可以攻击健康组织一样。玛丽·居里因再生不良性贫血而死的原因可能归咎于对镭的处理。大多数镭的危险来自其衰变产物氡：作为气体，氡比固体镭更容易进入人体。
今天，226Ra被认为是有相当存量的放射性元素中毒性最大的，并且必须在具有显着气流循环的紧密手套箱中进行处理，以避免其衰变产物222Rn逃逸到环境中。含有镭溶液的旧安瓿必须小心打开，因为水的辐射分解会产生超压的氢气和氧气。世界上226Ra浓度最高的地方在位于尼亚加拉瀑布城北上9.6 mi（15.4 km）处的临时废物收容结构。

## 註解
1. ↑  1903年10月10日：魯迅以筆名“自樹”在東京出版的《浙江潮》月刊第八期上首次發表介紹鐳的文章《說鈤》。但“鈤”亦為化學元素鍺的舊譯，因造成混淆而採用新譯。
2. ↑  这两个数值都有来源，科学家们对镭的熔点的真实数值并没有达成一致。[4]